# 程芳朝
程芳朝（?—?），字其相，号立庵。江南桐城人。清初政治人物。
程芳朝为清顺治四年（1647年）殿试一甲第二名进士（榜眼），授编修。顺治九年（1652年），任会试同考官。顺治十一年（1654年），提督北直隶学政，后历官侍读学士、詹事府少詹事，出使安南。康熙五年（1666年）特任册封安南正使，转太常寺卿。不久归返故里。
著有《皇华草》、《中裕堂集》。